# ワード
ワード（英: word）は、データ量あるいは情報量の単位である。バイト同様に場合によりまちまちな単位であるが、1980年頃には8ビットに落ち着いたバイトと異なり、現在もまちまちに使われている。場合によってはサイズを固定せずに「データのひとかたまり」を意味していることもある（「可変長ワード」）。
たとえばコンピュータのプロセッサの場合、そのプロセッサの汎用レジスタのサイズをワードとし、その倍長を「ダブルワード」、半分を「ハーフワード」などと呼ぶものもある。System/360に始まる32ビットマシンの時代が長く続いたので32ビットを1ワードとする文化があり、あるいは32ビットはミニコンピュータのベストセラーVAXの文化でもある。一方でパーソナルコンピュータには、x86の初代である8086における1ワードである16ビットが最初に基準となったことによる命名規則による文化もある。近年はマイクロプロセッサも64ビット化し、あるいはSIMDなどで128ビットなどのワードも現れている。
歴史的には、System/360（バイトマシンの確立）より前のマシンでは、「オクテットの2倍か4倍のサイズをワードとする」という設計にする動機が薄く、12ビット～36ビット程度のワードの扱いを得意とする設計とした「ワードマシン」か、6ビット程度の「字」の扱いを得意とする「キャラクタマシン」の、どちらかの設計とすることが多かった。マイコン時代にも、東芝のTLCS-12Aという12ビットワードのマシンの例がある。